# 파나비전
파나비전(영어: Panavision)은 캘리포니아주 로스앤젤레스 우들랜드힐스에 본사가 있는 영화 촬영 장비와 사진 렌즈를 공급하는 회사이다. 이 기업은 1954년 첫 제품을 선보였다. 원래 시네마스코프 액세서리 제공자였던 이 기업의 아나모픽 와이드스크린 렌즈 라인은 곧 산업을 지도하게 되었다. 1972년 파나비전은 경량 파나플렉스 35mm 필름 영화 촬영기와 더불어 영화 제작의 대변혁을 일으키는데 도움을 주었다.